# Glaphyra nanica
Glaphyra nanica är en skalbaggsart som beskrevs av Holzschuh 1993. Glaphyra nanica ingår i släktet Glaphyra och familjen långhorningar. Inga underarter finns listade i Catalogue of Life.